# Люди Путина
«Люди Путина. О том, как КГБ вернулся в Россию, а затем двинулся на Запад» (англ. Putin's People: How the KGB Took Back Russia and Then Took on the West) — книга британской журналистки Кэтрин Белтон, вышедшая в апреле 2020 года. В книге говорится о восхождении к власти Владимира Путина и о людях, окружавших его в этот период. Публикация книги вызвала серию судебных исков со стороны упомянутых в ней лиц и организаций.
После смерти Навального писательница выложила книгу на русском языке в открытый доступ.

## Описание
Книга написана британской журналисткой Кэтрин Белтон, которая являлась московской корреспонденткой Financial Times и 16 лет прожила в России, где познакомилась с олигархами, чиновниками, сотрудниками спецслужб и кремлёвскими инсайдерами.
В книге повествуется, как «группа приближённых к президенту России Владимиру Путину экс-офицеров КГБ и силовиков включила в сферу своего влияния ключевые компании в постсоветской экономике и государственные институты».
Книга имеет формат журналистского расследования, содержит множество источников, таких как комментарии кремлёвских инсайдеров, дипломатов, сотрудников разведки, прокуроров, криминальных элементов и олигархов, преимущественно анонимные. Ключевой эпизод книги — история компании ЮКОС.

## Русский перевод
На русском языке книга была издана в 2022 году эстонским издательством KAVA в переводе Александры Сисс. По инициативе Белтон в марте 2024 года русский текст книги в электронном формате стал доступен бесплатно.

## Споры и разбирательства
В марте-апреле 2021 года на издательство HarperCollins, выпустившее «Людей Путина», было подано несколько исков о клевете, связанных с книгой. Их подателями выступили — Роман Абрамович (миллиардер и владелец футбольного клуба «Челси»), Михаил Фридман (совладелец «Альфа-Групп»), Пётр Авен (предприниматель), Шалва Чигиринский (бизнесмен), а также компания «Роснефть».
Абрамович заявил, что в книге содержатся «ложные и порочащие» утверждения, а в целью иска оспорить сведения, что клуб «Челси» был куплен Абрамовичем по поручению Путина. По словам пресс-секретаря Фридмана, «ни Авен, ни Фридман не знали ранее о других судебных процессах», связанных с книгой, а также «они не обсуждали и не координировали юридическую стратегию с другими истцами или их адвокатами». Представители издания HarperCollins назвали книгу Белтон «важной и добросовестно выполненной работой» и пообещали защитить её в судах.
Слушания по искам начались в Королевском суде Лондона 28 июля 2021 года. 29 июля стороны заключили досудебное соглашение, согласно которому достигнута договорённость, что в переизданиях будут удалены все фрагменты книги, в которых бизнесмены связываются с КГБ, а также издательство принесет извинения бизнесменам за то, что автор книги Кэтрин Белтон не запросила у них комментарий перед выходом текста.
Во внесудебном порядке с издательством договорился миллиардер Алишер Усманов, потребовавший изъять из книги сведения о том, что он использовал пост главы «Газпроминвестхолдинг» для увеличения своего личного состояния, а также пытался «проникнуть» в британскую элиту или «подкупить» её как «доверенное лицо». В результате в книгу были внесены изменения согласно требованиям Усманова.

## Оценки
The Times и Financial Times называют «Людей Путина» лучшей книгой о современной России, Путине и его окружении.
The Guardian называет книгу изученной до мелочей анатомией путинского режима и сравнивает её с романами Джона ле Карре.
По мнению The Spectator, Белтон «не только задокументировала восхождение аппаратчика из КГБ на вершину власти, но и проследила, как его окружение осуществило рейдерский захват всей страны и её финансов».

## Награды
В 2020 году «Люди Путина» стали книгой года по версии газет The Times, The Sunday Times и The Daily Telegraph.